# Nils Dag Strømme
Nils Dag Strømme (* 29. Juli 1945 in Kristiansand; † 5. März 2022 ebenda) war ein norwegischer Boxer.

## Werdegang
Nils Dag Strømme, der zuvor als Skispringer aktiv war, begann im Alter von 15 Jahren beim AIK Lund mit dem Boxen. Zwischen 1963 und 1972 gewann er neun norwegische Meistertitel.
Bei den Olympischen Sommerspielen 1968 in Mexiko-Stadt startete er im Federgewichtsturnier. Dort gewann er seinen Erstrundenkampf gegen Werner Ruzicka aus der BRD, ehe er in Runde zwei gegen den späteren Bronzemedaillengewinner Iwan Michajlow aus Bulgarien ausschied.
Vier Jahre später bei den Spielen von München unterlag er in der ersten Runde des Federgewichtsturniers dem Rumänen Gabriel Pometcu nach Punkten.
Nach seiner aktiven Boxkarriere wurde Strømme Trainer. Beim AIK Lund trainierte er zwischen den 1970er und 1990er Jahren neben seinen Söhnen zahlreiche weitere Boxer. Zudem wurde er Ehrenmitglied des Clubs.